# She Knows Y'Know
She Knows Y'Know é um filme de comédia em preto e branco produzido no Reino Unido e lançado em 1962.